# 磷杂环丙烷
磷杂环丙烷是一种有机磷化合物，化学式为C2H4PH，它是无色气体，是最简单的饱和环状磷化合物。它最初由磷化氢的共轭碱和1,2-二氯乙烷反应制得。它也可以由P-(三叔丁基环丙烯基)磷杂环丙烷和HOTf反应，或P-三甲基硅基磷杂环丙烷和甲醇反应得到。